# Галиате Ломбардо
Галиа̀те Ломба̀рдо (на италиански: Galliate Lombardo; на ломбардски: Gaiàa, Гаяа) е село и община в Северна Италия, провинция Варезе, регион Ломбардия. Разположено е на 336 m надморска височина. Населението на общината е 1004 души (към 2017 г.).